# Павлов, Игорь Владимирович (спортсмен)
И́горь Влади́мирович Па́влов (18 июля 1979 года, Москва) — российский легкоатлет, специализирующийся в прыжках с шестом. Участник двух Олимпиад (2004, 2008). Чемпион мира в помещении 2004 года. Чемпион Европы в помещении 2005 года. Трёхкратный чемпион России (2005, 2006, 2007). Чемпион России в помещении 2004 года. Заслуженный мастер спорта РФ.

## Биография
Игорь Владимирович Павлов родился 18 июля 1979 года в Москве. Начал заниматься лёгкой атлетикой в 13 лет под руководством Виктора Васильевича Осипова, затем тренировался у Анатолия Фёдоровича Чернобая, благодаря работе с которым стал чемпионом мира и Европы в помещениях.
Выступал за ЦСКА (Москва). Многократный победитель и призёр различных международных и российских соревнований. На чемпионатах России Игорь представлял Москву и Орловскую область.
Окончил Орловский государственный университет имени И. С. Тургенева.
В 2004 году на Олимпиаде в Афинах с результатом 5,80 м занял 4-е место.
В 2008 году на Олимпиаде в Пекине с результатом 5,60 м занял 9-е место.
Завершил спортивную карьеру в 2013 году.

## Личная жизнь
30 июня 2010 у Игоря и его супруги Натальи родилась дочь Павлова Виктория.

## Наивысшие результаты
- на стадионе — 5,81 м — на чемпионате мира 2007 года в Осаке.
- в помещении — 5,90 м — на чемпионате Европы 2005 года в Мадриде.

## Достижения
| Год  | Чемпионат                    | Место                | Результат | Комментарий |
| ---- | ---------------------------- | -------------------- | --------- | ----------- |
| 2003 | Универсиада                  | Тэгу, Южная Корея    | 2-й       | 5,65 м      |
| 2004 | Чемпионат мира в помещении   | Будапешт, Венгрия    | 1-й       | 5,80 м      |
| 2004 | Олимпийские игры             | Афины, Греция        | 4-й       | 5,80 м      |
| 2005 | Чемпионат Европы в помещении | Мадрид, Испания      | 1-й       | 5,90 м      |
| 2005 | Чемпионат мира               | Хельсинки, Финляндия | 4-й       | 5,65 м      |
| 2007 | Чемпионат мира               | Осака, Япония        | 4-й       | 5,81 м      |
| 2008 | Олимпийские игры             | Пекин, Китай         | 9-й       | 5,60 м      |